# Exército Nacional Kuki

Bandeira do grupo

O Exército Nacional de Kuki (em birmanês: ကူကီးအမျိုးသားတပ်မတော်; abreviado: ENK) é um grupo insurgente Kuki ativo no nordeste da Índia e no noroeste de Mianmar (Birmânia). É a ala armada da Organização Nacional Kuki.

## História
O Exército Nacional Kuki foi fundado em 24 de fevereiro de 1988 com o objetivo de criar um estado separado e administrado pelo povo Kuki na Índia e em Mianmar (Birmânia). Desde a sua formação até 2013, o ENK esteve envolvido em vinte confrontos armados com as Forças Armadas de Mianmar.
Após a eleição geral birmanesa de 2010, a pressão de outras organizações Kuki forçou o ENK a separar suas alas indianas e birmanesas, a última das quais foi renomeada e abreviada como ENK(B).